# Koncert v tuilerijskem parku
Koncert v tuilerijskem parku je slika Édouarda Maneta iz leta 1862. Je v skupni lasti Narodne galerije, London in Hugh Lane, Dublin. Trenutno visi v Narodni galeriji v Londonu. [1]
Delo je zgodnji primer Manetovega slikarskega sloga, ki ga navdihujeta Frans Hals in Diego Velázquez in je znanilec njegovega vseživljenjskega zanimanja za predmet prostega časa. Slika je vplivala na Manetove sodobnike, kot so Monet, Renoir in Bazille, ki so slikali podobne velike skupine ljudi.
Slika prikazuje srečanja Parižanov na tedenskih koncertih v vrtovih Tuilerijske palače pri Louvru, čeprav niso upodobljeni nobeni glasbeniki. Medtem ko so sliko nekateri ocenili kot nedokončano, [2] je predlagano ozračje pomenilo občutek, kakšni so bili takratni vrtovi v Tuileriesu; lahko si predstavljamo glasbo in pogovor.
Železni stoli v ospredju so pravkar zamenjali leta 1862 lesene stole na vrtu. Manet je v sliko vključil več svojih prijateljev, umetnikov, avtorjev in glasbenikov in avtoportret. Manet je prikazan na skrajni levi strani; poleg njega je še drugi slikar Albert de Balleroy. Desno od njih sedi kipar in kritik Zacharie Astruc. Manetov brat Eugène Manet je v ospredju, desno od središča, z belimi hlačami; skladatelj Jacques Offenbach z očali in brki sedi nasproti drevesa na desni; Théophile Gautier stoji proti drevesu v rjavi obleki in bradat avtor Charles Baudelaire levo od Gautierja. Henri Fantin-Latour je na levi, z brado, gleda gledalca. Otrok v centru je Léon Leenhoff.
Slika meri 76,2 × 118,1 centimetrov. Prvič je bila razstavljena leta 1863, Manet pa je sliko prodal opernemu pevcu in zbiralcu Jean-Baptistu Faureju leta 1883. Ta jo je prodali trgovcu Durand-Ruelu leta 1898, nato pa še irskemu zbiralcu siru Hughu Laneu leta 1903. 
Po Lanejevi smrti, ko je bila RMS Lusitania leta 1915 potopljena, je neznan dodatek k njegovi oporoki pustil slike v mestni galeriji Dublin (zdaj znani kot Hugh Lane). Ugotovljeno je bilo, da je dodatek neveljaven, leta 1917 pa je sodna odločba odločila, da bodo njegovo zbirko prepustili Narodni galeriji v Londonu. Po intervenciji irske vlade sta obe galeriji leta 1959 dosegli kompromis in se strinjali, da si bosta delili slike vsakih pet let. Sporazum je bil leta 1993 spremenjen, tako da je 31 od 39 slik ostalo na Irskem, štiri od preostalih osmih pa so na voljo v Dublinu po 6 let naenkrat, med njimi tudi Koncert v tuilerijskem parku.

## Materiali
Barve na večjih površinah te slike so po navadi obvladane in izvedene v okri ali v mešanicah več pigmentov. Temno zeleno listje v zgornjem delu vsebuje glazuro smaragdno zelene barve in Scheeleovo zeleno mešano z rumenim jezerom z majhnim dodatkom slonokoščene črne in rumene oker. Močni barviti poudarki v klobukih in oblačilih otrok so pobarvani s skoraj čistimi pigmenti, kot so kobaltno modra, vermilion ali krom oranžna. 